# ホヴハンネス・カチャズヌニ
ホヴハンネス・カチャズヌニ（テル＝ホヴァニシアン）（アルメニア語: Յովհաննէս Քաջազնունի (Տեր-Հովհաննիսյան)、1868年2月1日 - 1938年1月10日）は、アルメニア人の建築家、政治家。近代になって初めて独立を果たしたアルメニア第一共和国では、初代首相を務めた。

## 生涯

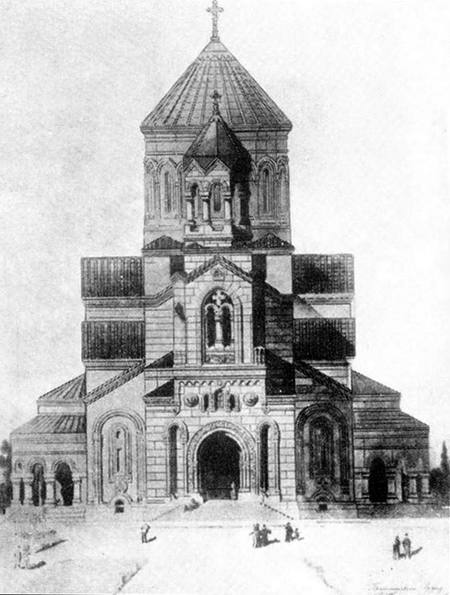
代表作である、バクーの聖タデヴォス・バルドゥギメオス大聖堂

1868年2月1日、ロシア帝国チフリス県のアハルツィフに生まれた。1893年にサンクト・ペテルブルクの土木工学技術学院を優秀な成績で卒業し、同年から2年間をバクー県の政府機関で、翌1896年はバトゥムの国境警備隊で、その後の2年間はチフリス県の政府機関でそれぞれ建築家として働いた。1907年には後に代表作となるバクーの聖タデヴォス・バルドゥギメオス大聖堂 (ru) の建築が始まるが、1909年にアルメニア革命連盟（ダシュナク党）での政治活動を理由に逮捕され、その後海外に逃れた。
1914年に故郷へ戻り、1917年にアルメニア民族ソビエト (en) に加盟して、翌1918年後半までザカフカース委員部でダシュナク党の代表を務めた。同年にはトラブゾンとバトゥムでオスマン帝国との和平交渉にアルメニア側代表として参加し、バトゥム条約にアレクサンドル・ハティスィアン、ミカエル・ババジャニアンとともに署名している。同年4月から5月にかけては、ザカフカース民主連邦共和国の財務大臣も務めた。
ほどなくしてザカフカース連邦が崩壊すると、6月9日に民族ソビエトによって、カチャズヌニは新たに独立したアルメニア第一共和国の初代首相に指名された。7月30日から首相に就任したが、直後に発足した初代内閣は不安定な連立内閣であり、政権運営は難航した。加えて、ダシュナク党は民族ソビエト時代と変わらない革命路線を掲げ、政権を党に服属させようとしたため、西欧型民主主義を志向したカチャズヌニはダシュナク党とも対立した。
カチャズヌニは翌1919年5月28日に首相を辞した。アルメニア社会主義ソビエト共和国の成立後は、1921年に反ボリシェヴィキ蜂起（二月蜂起）が発生した際に当局に逮捕された。しかしほどなく釈放され、その後はアルメニアを去って1924年までルーマニアのブカレストに暮らした。1925年には再びエレヴァンへ戻り、1927年からはエレヴァン国立大学の技術科で教鞭を取った。1930年に同大学に建築部門 (en) が開設されると、その教授に就任した。
その後もカチャズヌニはアルメニア共和国ゴスプラン建築技術委員会副議長まで務めたが、大粛清が始まると1937年に逮捕され、翌1938年1月10日にエレヴァンで獄死した。

## 1923年の報告書
カチャズヌニは1923年4月に、亡命中にブカレストで開かれたダシュナク党党会議に「ダシュナク党がなすべきことはもはやない」(Dashnaktsutiune anelik chuni ailevs) と題した批判的な報告書を提出している。アルメニア人虐殺の原因は党の失策であると主張するこの報告書は、即座に党からの叱責を浴びた。しかし、マシュー・アラム・カレンダー (Matthew Aram Callender) によって英訳されアヴェディス・ボゴス・デローニアンによって編集されたものが、ダシュナク党の対立組織であるアルメニア慈善協会のアルメニア情報局ニューヨーク支局から出版されたことにより、報告書はよく知られるようになった。その報告書はとらえどころのない内容だが、それは党会議が「高度に秘密かつ非公開」なものであり、会議の状況について明らかにされていることもほとんどないためである。
2007年にトルコの歴史家であるメフメト・ペリンチェク（en、アルメニア人虐殺否認論によって有罪判決を受けた初の人物である、政治家のドーウ・ペリンチェクの息子）は、この報告書を、1927年にトビリシで出版されたロシア語版（ロシア国立図書館収蔵）を底本として全文を英語とトルコ語に翻訳した。報告書は『「アルメニア人虐殺」の噓』と題したシリーズに収められてイスタンブールで出版されたが、報告書の新たな部分はすべて恥知らずなトルコの歴史家たちがアルメニア人虐殺を攻撃するために捏造したものである、とするアルメニアの知識人も存在する。